# スラヴ軍団
スラヴ軍団（スラヴぐんだん、英語: Slavonic Corps）は、香港に拠点を置いていた民間軍事会社（PMC）。スラヴォニッチ軍団とも呼ばれる。

## 概要
民間警備会社「モラン・セキュリティ・グループ」の構成員ヴァディム・グセフとエフゲニー・シドロフの2人によってロシアでは非合法な事業であったため、2012年1月18日に香港で登録されたロシア系PMCの先駆けである。
2013年春、香港に拠点を置く企業による求人広告が、ロシアの軍事関連のさまざまなウェブサイトに掲載された。 その広告では、シリア内戦中にシリアのエネルギー施設を守る警備員業務に月給5,000米ドルが約束されていた。
所属メンバーはSOBR、VDVやスペツナズなどに所属していた経験があり、その多くはタジキスタン内戦と第二次チェチェン紛争での従軍経験を持っていた。
2013年、ベイルートに到着したスラヴ軍団は、最初にダマスカス、そしてラタキアのシリア軍基地に移送、デリゾール県の油田を守れと指令を受けた。しかし約束されたT-72の代わりに隊員は金属板で覆われたバスを提供され、デリゾール県に向かう途中でシリア空軍のヘリコプターに遭遇し、送電線に衝突してキャラバンに突っ込み、請負業者の1人が負傷したなどというアクション映画めいた事態に遭遇した。
他に、アル＝スクナでシリア軍を強化せよと命令され、そのシリア軍と任務を遂行、シリア軍の自走砲と戦闘機からの航空支援の助けを借りて、かなり有利な状況でジャイシュ・アル＝イスラムの戦闘員から人質を奪還しようとするが、作戦中に6人の隊員が負傷、目的達成に失敗したメンバーはモスクワに戻りヴヌーコヴォ国際空港に到着すると待っていたのはFSB（ロシア連邦保安庁）だった。メンバーは傭兵として行動した容疑で拘束され、ロシア刑法第359条に基づき処罰されることとなった、同社が香港に登録されていたにもかかわらず、代表者のグセフとシドロフも2014年10月に起訴され、有罪判決を受けた。